# ميتيلوروبا

Mitteleuropa أوميتيلوروبا ( تُلفظ بالألمانية: [ˈmɪtl̩ʔɔʏˌroːpa] )، التي تعني وسط أوروبا، هي واحدة من المصطلحات الألمانية لأوروبا الوسطى.  اكتسب هذا المصطلح دلالات ثقافية وسياسية وتاريخية متنوعة.      

## التاريخ المفاهيمي

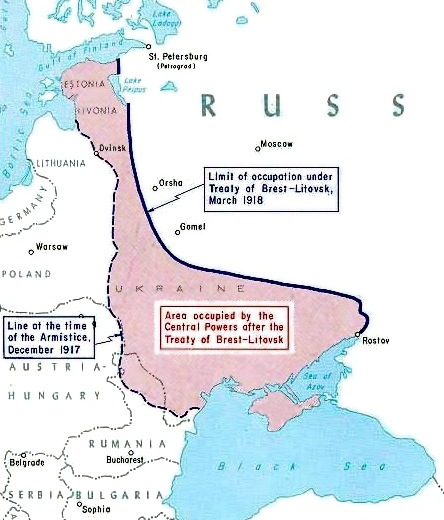
هدنة بريست ليتوفسك

### رؤى مختلفة ميتيلوروبا
في النصف الأول من القرن التاسع عشر، نشأت أفكار اتحاد أوروبا الوسطى بين الإمبراطورية الروسية والقوى العظمى في غرب أوروبا، بناءً على اعتبارات جغرافية وعرقية واقتصادية.
مصطلح ميتيلوروبا تم تقديمه رسمياً من قبل كارل لودفيج فون بروك ولورنز فون شتاين ، وهي أول نظرية للمصطلح حاولت عام 1848،  بهدف سلسلة من الاتحادات الاقتصادية المتشابكة.  ومع ذلك، فإن الخطط التي دعا إليها الوزير النمساوي، الأمير فيليكس من شوارزنبرج، تعثرت في مقاومة الدول الألمانية. بعد الحرب النمساوية البروسية عام 1866 وتوحيد ألمانيا بقيادة البروسي تحت رئاسة المستشار أوتو فون بسمارك في عام 1871، اضطرت النمسا إلى التخلي عن مطالبتها بالقيادة واستخدمت بعد ذلك ميتيلوروبا للإشارة إلى أراضي النمسا-المجر في حوض الدانوب. في النمسا تطور هذا المفهوم كبديل للمسألة الألمانية، وهو ما يعادل اندماج دول الاتحاد الألماني والإمبراطورية النمساوية متعددة الأعراق تحت القيادة الراسخة لسلالة هابسبورغ.

### قائمة المراجع
- JFV Keiger, The Fischer Controversy, the War Origins Debate and France: A non-history of Cambridge, Journal of Contemporary History (London 2010), pp. 363–375
- Fritz Fischer, The War Aims of Germany, 1914–1918, (1967)
- J. Brechtefeld, Mitteleuropa and German politics. 1848 to the present (London 1996)